# ایستگاه هیروشیما
ایستگاه هیروشیما (به ژاپنی: 広島駅, Hiroshima-eki)، یک ایستگاه راه آهن بزرگ در  مینامی-کو، هیروشیما، ژاپن است که توسط شرکت راه‌آهن غرب ژاپن (JR West) اداره می‌شود. ایستگاه هیروشیما ایستگاه ترمینال (⎘ ایستگاه قطار) برای چندین خط است و تمام قطارهای سانیو شینکانسن در اینجا توقف می کنند.